# Tóth István (grafikus)
Tóth István (Marosvásárhely, 1892. május 29. – Kolozsvár, 1964. május 24.) erdélyi magyar grafikus, festő.

## Életútja, munkássága
A budapesti Képzőművészeti Főiskola Rajztanárképző Intézetében 1914-ben szerzett oklevelet. Első világháborús frontszolgálata után, 1919-től véglegesen Kolozsváron telepedett le, ahol előbb a Marianum Leánygimnáziumban, majd az Unitárius Gimnáziumban működött rajztanárként. 1935-től öt éven át Szopos Sándorral közösen művészeti magániskolát vezetett, melynek jelesebb növendékei között volt Márkos András, Bandi Dezső, Takács Zoltán. 1924–31 között nyaranként a nagybányai művésztelepen dolgozott.
Mind festészetében, mind rajzaiban és metszeteiben a kis méreteket kedvelte. Miniatűr akvarellképei különösen népszerűek voltak, és nagy számban találtak vásárlókra. „Egyéniségéhez – írta róla Kós Károly – hozzátartozik a finom nyestecset, a habos rajzpapiros és a transzparens vízfestés könnyű kezelése.” A sokszorosító grafikában a színes linóleummetszést művelte. Tenyérnyi lapjait több dúcról (néha nyolc-tízről) nyomtatta, így azok festmény hatását keltették. 1921 és 1927 között négy linóleummetszet-mappáját jelentette meg, melyekhez Kós Károly, illetve Kelemen Lajos írt előszót. Egyike volt a két világháború közti korszak leggyakrabban foglalkoztatott illusztrátorainak. A kései szecesszió stílusába illeszkedő rajzai jelentek meg a Tizenegyek antológiájában (1924), ifjúsági regényekben, verskötetekben. Történelmi témájú képekkel, műemlékeket ábrázoló rajzokkal illusztrálta Nagy Péter Ó, kedves Kolozsvár! című városkalauzát, Kelemen Lajos és Bíró Vencel történeti tanulmányait.
Számos rajza és metszetlapjának reprodukciója jelent meg a Pásztortűz, a Művészeti Szalon, a Vasárnapi Újság, a Magyar Nép és A Hírnök folyóiratokban. Képzőművészeti jegyzeteket, kritikai írásokat közölt mindenekelőtt a Pásztortűzben. Színes növényrajzaival jelent meg Palocsay Rudolf Kísérleteim (Bukarest, 1954) című könyve.

## Kötete
- A magyar díszítés alapformái (Kolozsvár, 1939. A Magyar Nép Könyvtára.)